# 458 av. J.-C.
Cette page concerne l'année 458 av. J.-C. du calendrier julien proleptique.

## Événements
- Mars-avril : Eschyle obtient le premier prix aux Grandes Dionysies d'Athènes avec sa trilogie de l'Orestie, qui conte l'histoire des Atrides : Agamemnon (son assassinat), les Choéphores (retour d'Oreste), et les Euménides (harcèlement et pardon accordé par les dieux)[1].

- Été : Athènes lance une attaque contre sa vieille rivale Égine[2]. Une flotte de secours lacédémonienne est vaincue dans les eaux d'Égine et les Corinthiens sont repoussés devant Mégare par les jeunes et les vétérans menés par Myronidès.

- 18 octobre : début à Rome du consulat de Caius Nautius Rutilus II et Lucius Minucius Esquilinus Augurinus[3].

- 18 novembre : triomphe de Lucius Quinctius Cincinnatus[3]. Cincinnatus (519 /430 av. J.-C.) nommé dictateur à Rome, vainc les Èques et les Volsques à la bataille du Mont Algide. Il refuse les honneurs et abandonne la dictature.

- En Égypte, Athènes parvient à se rendre maître du pays. Les Perses ne se maintiennent plus que dans la partie fortifiée de Memphis[4]. Ces guerres coûtent cependant cher à Athènes en vies humaines.
- Construction du mur médian liant Athènes au Pirée (458-456)[5].

- Le prêtre Esdras est envoyé par Artaxerxès Ier en Judée et en Samarie pour unifier les traditions juives (date controversée, peut-être en 398 av. J.-C.)[6]. La Torah, qui réunit les diverses traditions du Pentateuque, trouve sa forme actuelle. Pour réussir sa mission d’unification juridique, Edras se fait accompagner d’un nombre important de rapatriés, en particulier de prêtres et de lévites. Il apporte avec lui 650 talents d’argent et 100 talents d’or, ainsi que des objets précieux. Il tente de persuader les rapatriés de se séparer de la population indigène, le peuple de la terre[7].

## Décès
- Pleistarchos, roi de Sparte.